# Odontomyia arcuata
Odontomyia arcuata är en tvåvingeart som beskrevs av Friedrich Hermann Loew 1872. Odontomyia arcuata ingår i släktet Odontomyia och familjen vapenflugor. Inga underarter finns listade i Catalogue of Life.